# ベタ
ベタ（Betta, 和名：トウギョ〈闘魚〉）は、スズキ目 キノボリウオ亜目オスフロネムス科（かつてはゴクラクギョ科）ゴクラクギョ亜科ベタ属（別名トウギョ属）の熱帯魚。
広義には、ベタ属に含まれる50種ほどの魚をベタ、ベタ類と総称する。「ベタ」は属の学名 Betta で、タイの方言に由来する。
特に、その中の1種であるベタ・スプレンデンス Betta splendens が、古くから特に観賞魚として世界中で広く親しまれており、狭義には、この種のことだけを指してベタと呼ぶ場合も多い。ただし、他種との繁殖行為がおこなわれることもあり、区別は曖昧である。
和名が同じタイワンキンギョおよびチョウセンブナとは近縁種
タイのメコン川流域原産の熱帯魚で、大きな川から、水田、ときには洪水によって一時的にできた水溜りなどにも生息する。動物性プランクトンやボウフラなどの昆虫の幼虫類などを食べる。
もともとオスが縄張りを持つ種で、縄張り内に入る他個体を威嚇、攻撃する性質がある。飼育下でも、オス同士を混泳させると喧嘩を始めてしまうことから、2匹のオス同士を戦わせる遊戯のために飼われるようになった。品種改良の結果、より気性が荒い、強い品種ができていった。「闘魚」、「シャム闘魚」の名がある。また2匹を瓶などで仕切りにいれると互いに背ビレや尾ビレやエラを最大限まで広げて体を震えさせてに威嚇し合う(これは雄雌に関わらない)。これを「フレアリング」と言う。闘魚としての品種改良のための交配を重ねた副産物として、鮮やかな体色をもつものがあらわれ、美しさを求めてさらに品種改良が加えられ、目の覚めるような青や赤の体色で、ヒレの長い品種が誕生し、流通するようになった。
ベタ類の繁殖であるが、まず、雄が水草などの浮遊物を集め、そこに泡をつけた浮き巣（泡巣）をつくる。そして、多くの場合、雄は激しく雌を追い回す。雌が激しい求愛行動に疲労すると、雄は雌の体に巻き付いて雌に産卵を促す。雌がポロポロと産卵すると、雄はその卵に射精して、落ちた卵を泡巣に集める。このように、ベタの生殖活動は激しいので、産卵後の雌は瀕死状態であることが少なくない。他方、雄は生まれた稚魚を守る行動をとり、場合によっては、母親である雌にも攻撃をすることがある。縄張り行動や、生殖行動、巣作り、子育てなどの本能行動研究のための実験動物としても用いられている。
ラビリンス器官をもち、低酸素状態に強い。

## 種

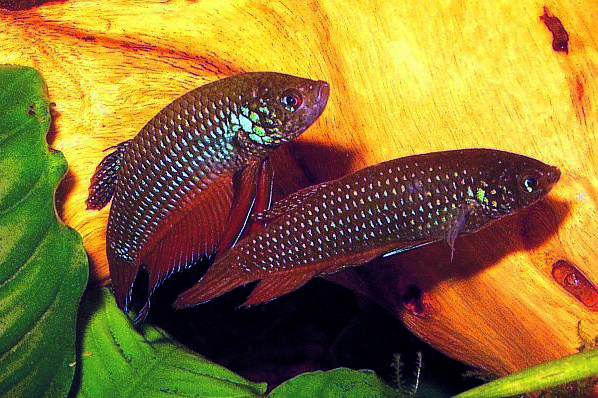
Betta smaragdinaの番

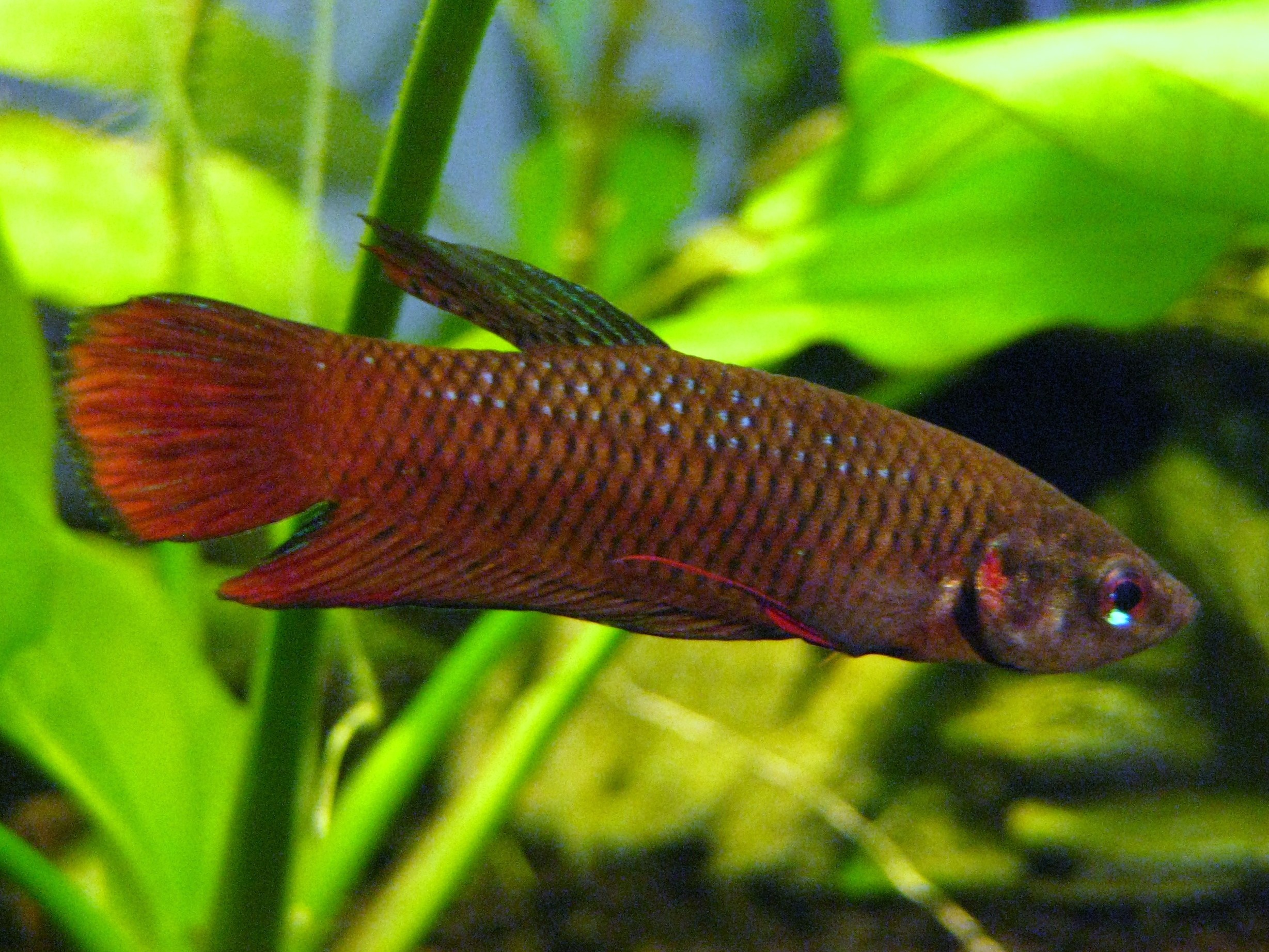
Betta tussyae雄

現在、本属には73種が認められている。現在のベタ属は保護の目的で幾つかの上種（種複合体、英: Species complex）に分けられる（この分類は系統学的事実を表すものではない）。いかにそれを示す

。
- Betta akarensis complex:
  - Betta akarensis Regan, 1910 (英: Akar betta)
  - Betta antoni H. H. Tan & P. K. L. Ng, 2006
  - Betta aurigans H. H. Tan & K. K. P. Lim, 2004
  - Betta balunga Herre, 1940
  - Betta chini P. K. L. Ng, 1993
  - Betta ibanorum H. H. Tan & P. K. L. Ng, 2004
  - Betta obscura H. H. Tan & P. K. L. Ng, 2005
  - Betta pinguis H. H. Tan & Kottelat, 1998
- Betta albimarginata complex:
  - Betta albimarginata Kottelat & P. K. L. Ng, 1994
  - Betta channoides Kottelat & P. K. L. Ng, 1994
- B. anabatoides complex:
  - Betta anabatoides Bleeker, 1851 (英: giant betta)
  - Betta midas H. H. Tan, 2009
- Betta bellica complex:
  - Betta bellica Sauvage, 1884 (英: slim betta)
  - Betta simorum H. H. Tan & P. K. L. Ng, 1996
- Betta coccina complex:
  - Betta brownorum K. E. Witte & J. Schmidt, 1992
  - Betta burdigala Kottelat & P. K. L. Ng, 1994
  - Betta coccina Vierke, 1979
  - Betta hendra I. Schindler & Linke, 2013
  - Betta livida P. K. L. Ng & Kottelat, 1992
  - Betta miniopinna H. H. Tan & S. H. Tan, 1994
  - Betta persephone Schaller, 1986
  - Betta rutilans K. E. Witte & Kottelat, 1991
  - Betta tussyae Schaller, 1985
  - Betta uberis H. H. Tan & P. K. L. Ng, 2006
- Betta dimidiata complex:
  - Betta dimidiata T. R. Roberts, 1989
  - Betta krataios H. H. Tan & P. K. L. Ng, 2006
- Betta edithae complex:
  - Betta edithae Vierke, 1984
- Betta foerschi complex:
  - Betta dennisyongi H. H. Tan, 2013
  - Betta foerschi Vierke, 1979
  - Betta mandor H. H. Tan & P. K. L. Ng, 2006
  - Betta rubra Perugia, 1893 (英: Toba betta)
  - Betta strohi Schaller & Kottelat, 1989
- Betta picta complex:
  - Betta falx H. H. Tan & Kottelat, 1998
  - Betta picta (Valenciennes, 1846) (英: spotted betta)
  - Betta simplex Kottelat, 1994
  - Betta taeniata Regan, 1910 (英: Borneo betta)
- Betta pugnax complex:
  - Betta apollon I. Schindler & J. Schmidt, 2006
  - Betta breviobesus H. H. Tan & Kottelat, 1998
  - Betta cracens H. H. Tan & P. K. L. Ng, 2005
  - Betta enisae Kottelat, 1995
  - Betta ferox I. Schindler & J. Schmidt, 2006
  - Betta fusca Regan, 1910 (英: dusky betta)
  - Betta kuehnei I. Schindler & J. Schmidt, 2008
  - Betta lehi H. H. Tan & P. K. L. Ng, 2005
  - Betta pallida I. Schindler & J. Schmidt, 2004
  - Betta prima Kottelat, 1994
  - Betta pugnax (Cantor, 1849) (英: Penang betta)
  - Betta pulchra H. H. Tan & S. H. Tan, 1996
  - Betta raja H. H. Tan & P. K. L. Ng, 2005
  - Betta schalleri Kottelat & P. K. L. Ng, 1994
  - Betta stigmosa H. H. Tan & P. K. L. Ng, 2005
- Betta splendens complex:
  - Betta imbellis Ladiges, 1975 (英: crescent betta)
  - Betta mahachaiensis Kowasupat, Panjipan, Ruenwongsa & Jeenthong, 2012
  - Betta siamorientalis Kowasupat, Panjipan, Ruenwongsa & Jeenthong, 2012
  - Betta smaragdina Ladiges, 1972 (英: blue betta)
  - Betta splendens Regan, 1910 (英: Siamese fighting fish)
  - Betta stiktos H. H. Tan & P. K. L. Ng, 2005
- Betta unimaculata complex:
  - Betta compuncta H. H. Tan & P. K. L. Ng, 2006
  - Betta gladiator H. H. Tan & P. K. L. Ng, 2005
  - Betta ideii H. H. Tan & P. K. L. Ng, 2006
  - Betta macrostoma Regan, 1910 (spotfin betta)
  - Betta ocellata de Beaufort, 1933
  - Betta pallifina H. H. Tan & P. K. L. Ng, 2005
  - Betta patoti M. C. W. Weber & de Beaufort, 1922
  - Betta unimaculata (Popta, 1905) (英: Howong betta)
- Betta waseri complex:
  - Betta chloropharynx Kottelat & P. K. L. Ng, 1994
  - Betta hipposideros P. K. L. Ng & Kottelat, 1994
  - Betta pardalotos H. H. Tan, 2009[4]
  - Betta pi H. H. Tan, 1998
  - Betta renata H. H. Tan, 1998
  - Betta spilotogena P. K. L. Ng & Kottelat, 1994
  - Betta tomi P. K. L. Ng & Kottelat, 1994
  - Betta waseri Krummenacher, 1986

## 品種群
観賞魚としてのベタ類を大きく分けると、
- 闘魚としての品種改良が加えられた品種群（プラカット）
- その後、観賞魚として色の美しさを引き出した品種群（トラディショナル）
- トラディショナル・ベタを元にして、更なる血統管理を繰り返し、ヒレが大きく扇状に広がり、様々な色調をもった個体（ショウベタ）
- ショウベタのうち尾びれが、三角に広がったものを「デルタ」、半円状に広がったものを「ハーフムーン」、鰭条が尖ったものを「クラウンテール」、V字状に分かれたものを「ダブルテール」などと区別するほか、胸鰭が広がったものを「エレファントイヤー」と呼ぶなどして定義している。
- 品種改良が加えられていない野生種のベタ（ワイルド）、これにはベタ属のほかの種類も含まれる

などがある。ペットとしてのトラディショナル・ベタは、日本を含め、世界中で楽しまれている。オス同士で闘うという性質のために一つの水槽に一匹しか飼育できない。また鰭が大きい品種は泳ぐの苦手なので水流を弱くする必要がある。そのため小型の水槽に水を入れただけの「ベアタンク」飼育という熱帯魚としては特殊な飼育方法をとる。
ショウベタは、系統の維持に高度な技術を要する趣味として人気があり、英国のチャーチル首相も飼育していたという。

### ギャラリー

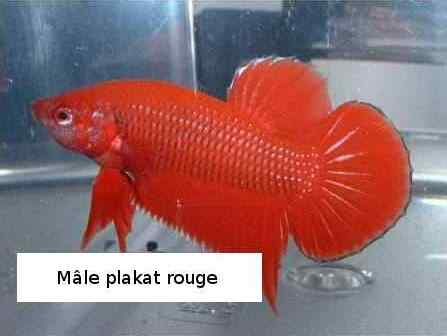
プラカット
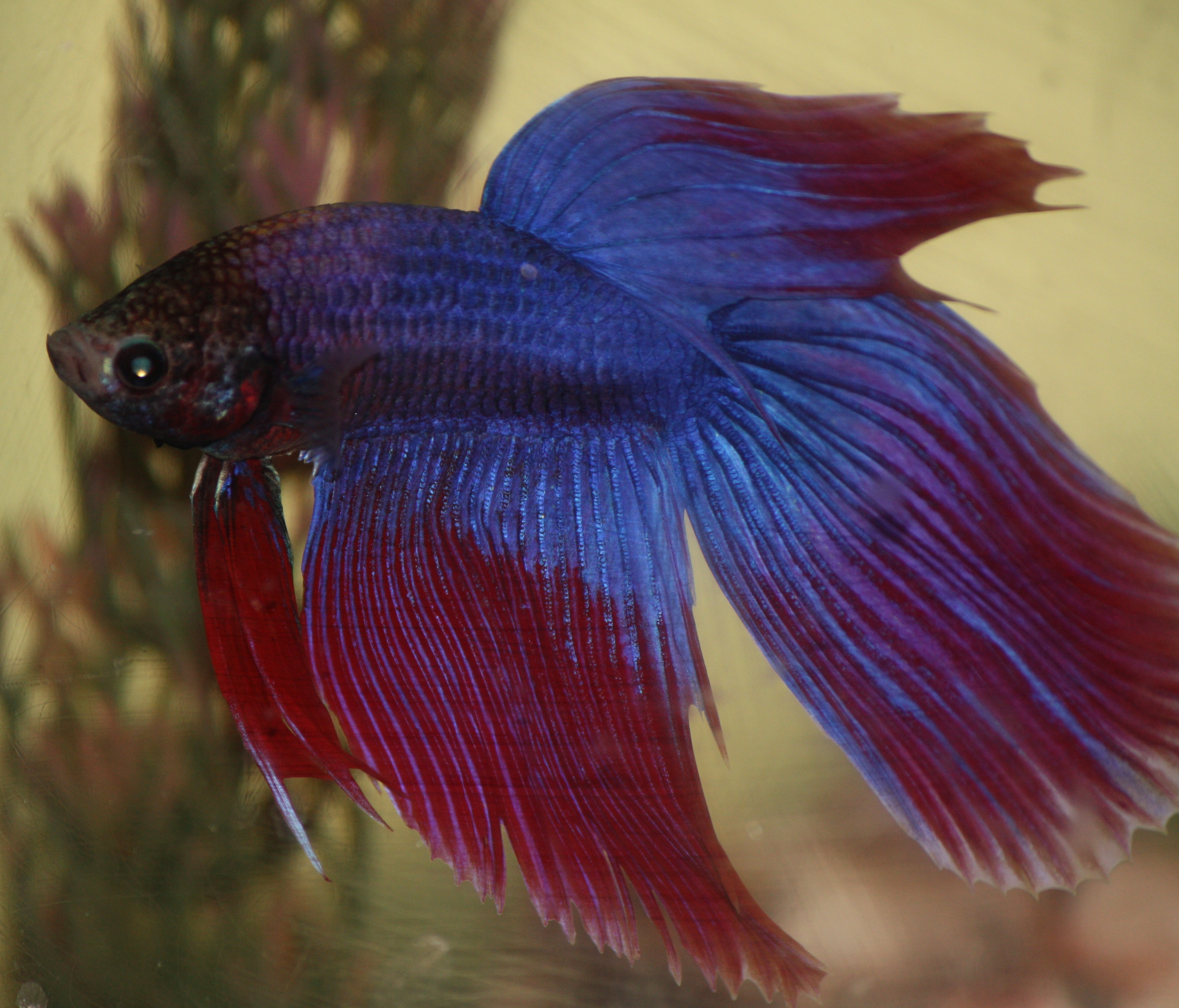
トラディショナル（ベールテール）
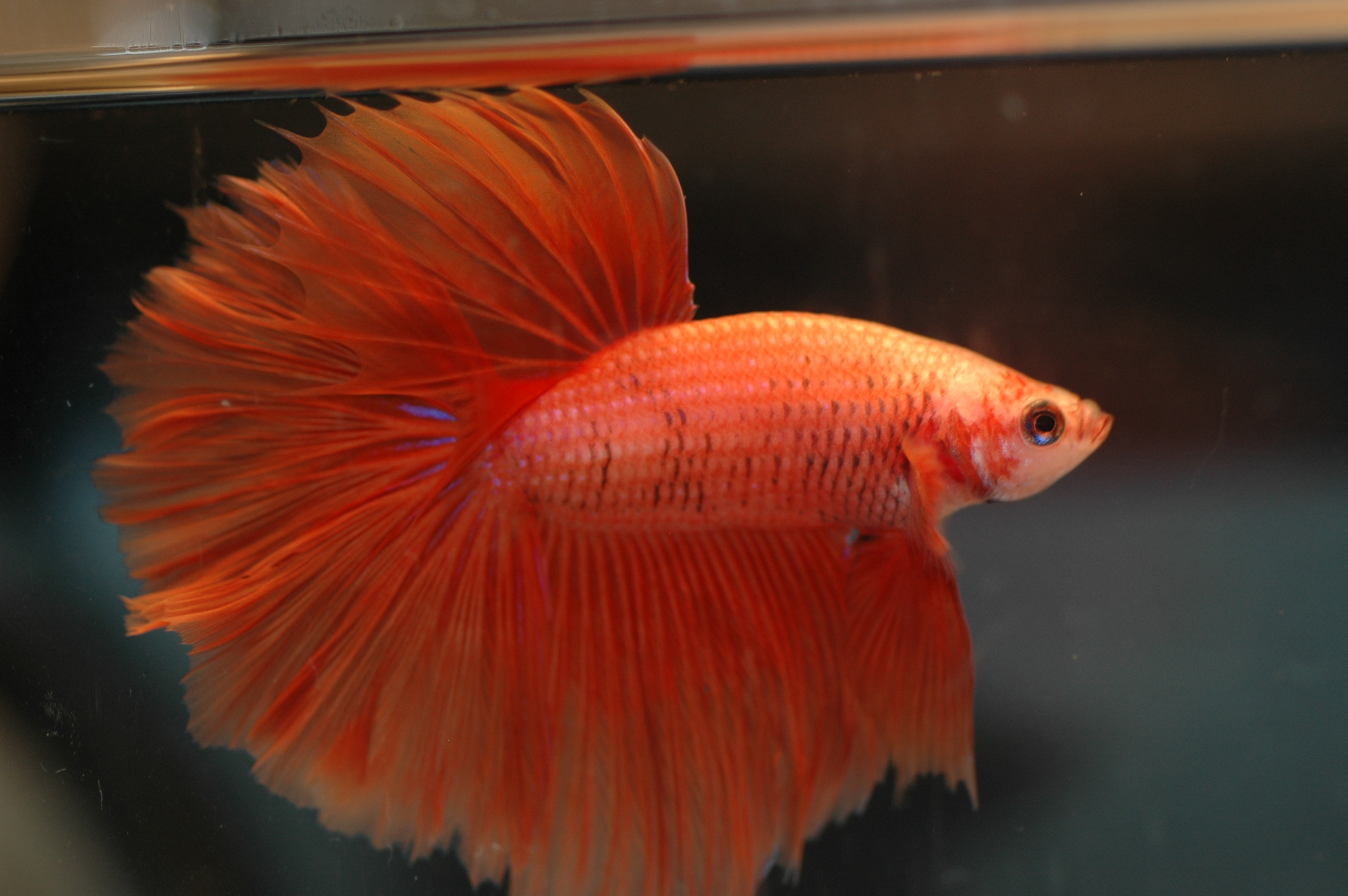
ハーフムーン
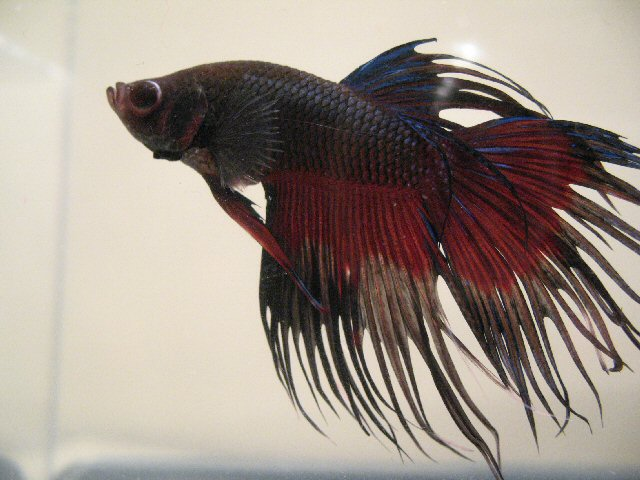
クラウンテール
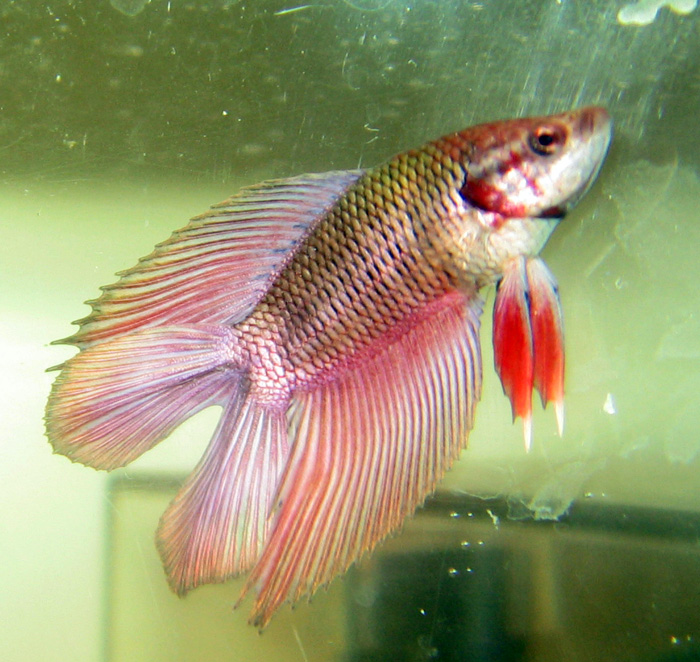
ダブルテール
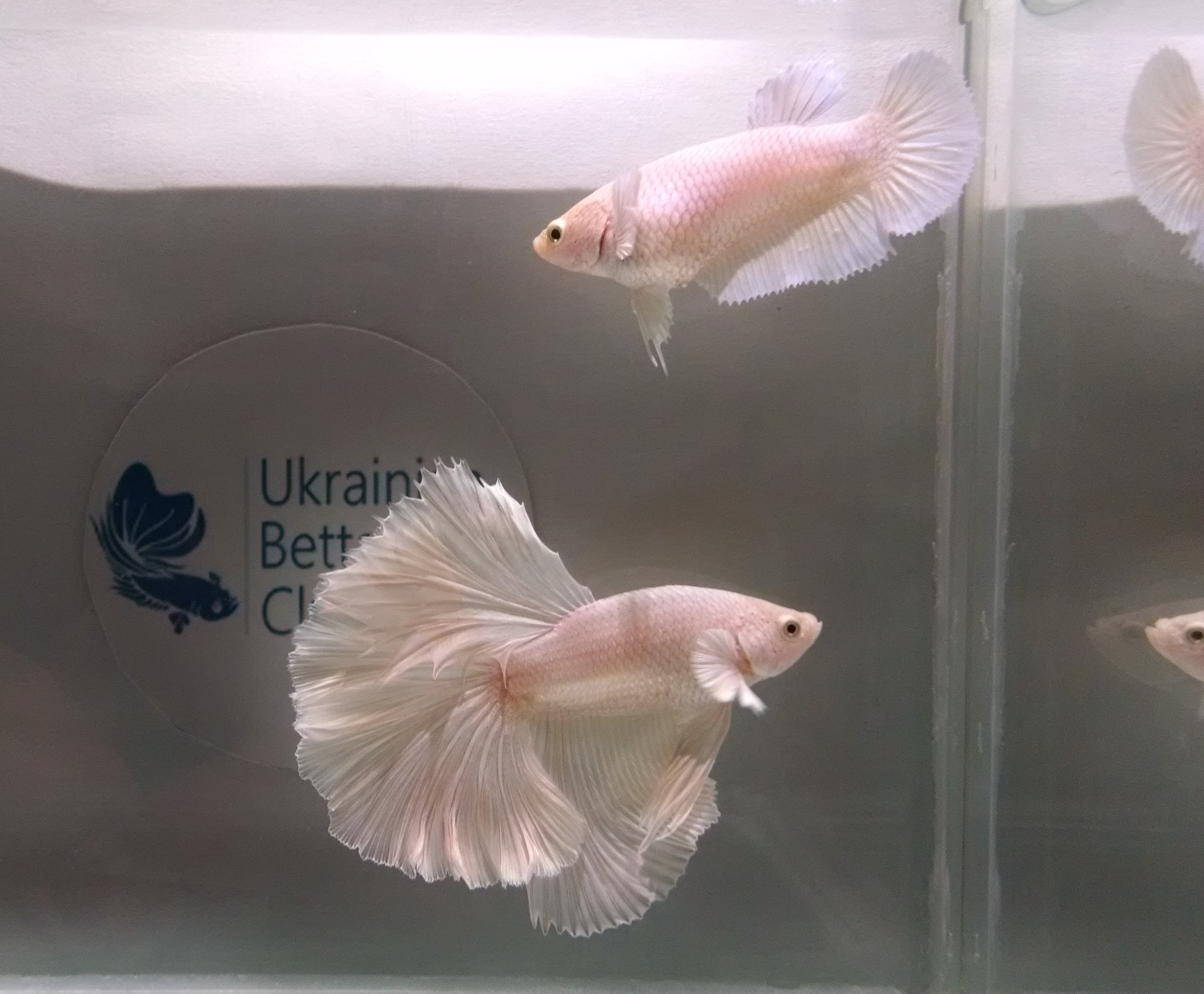
ローズテール
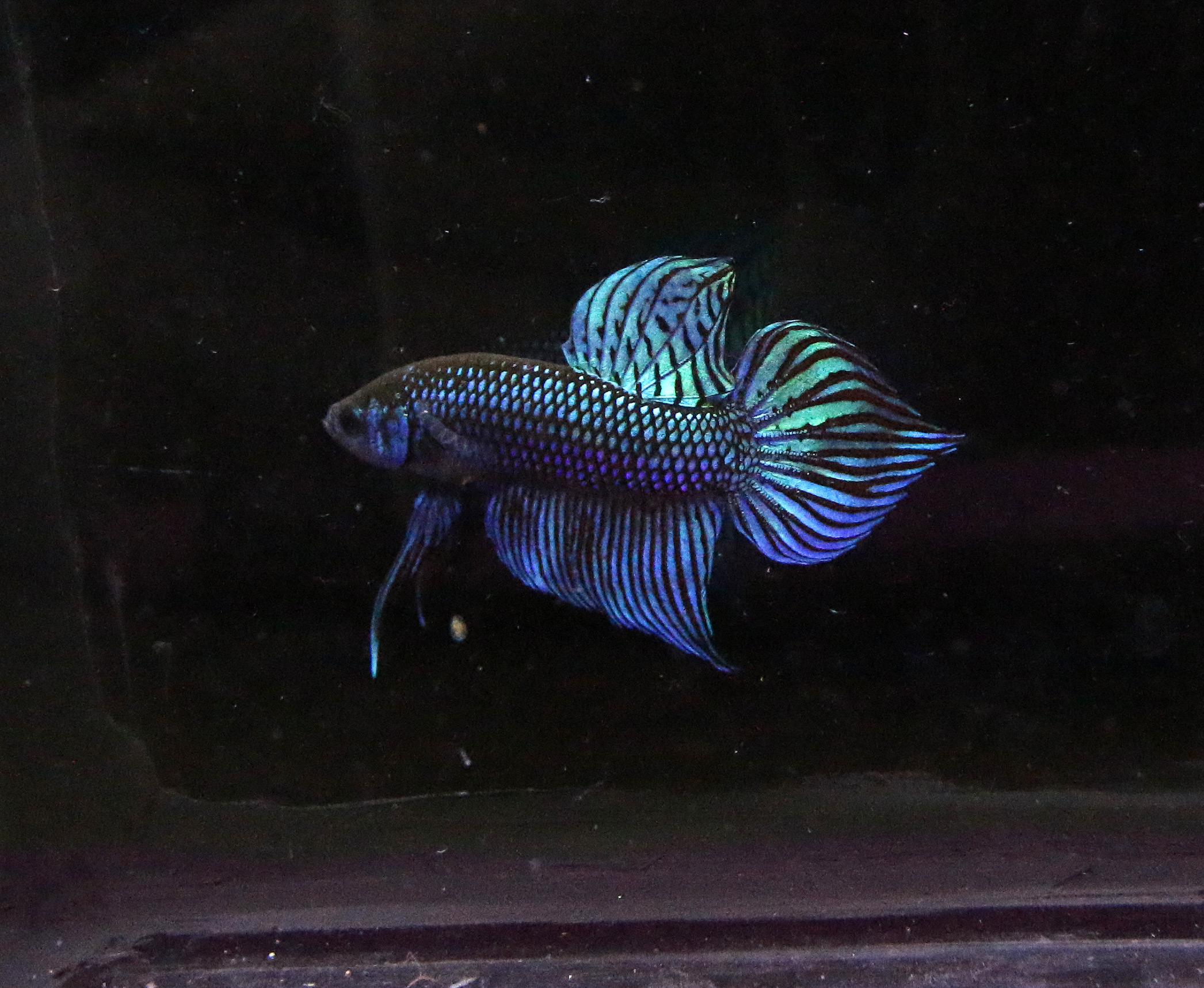
スペードテール
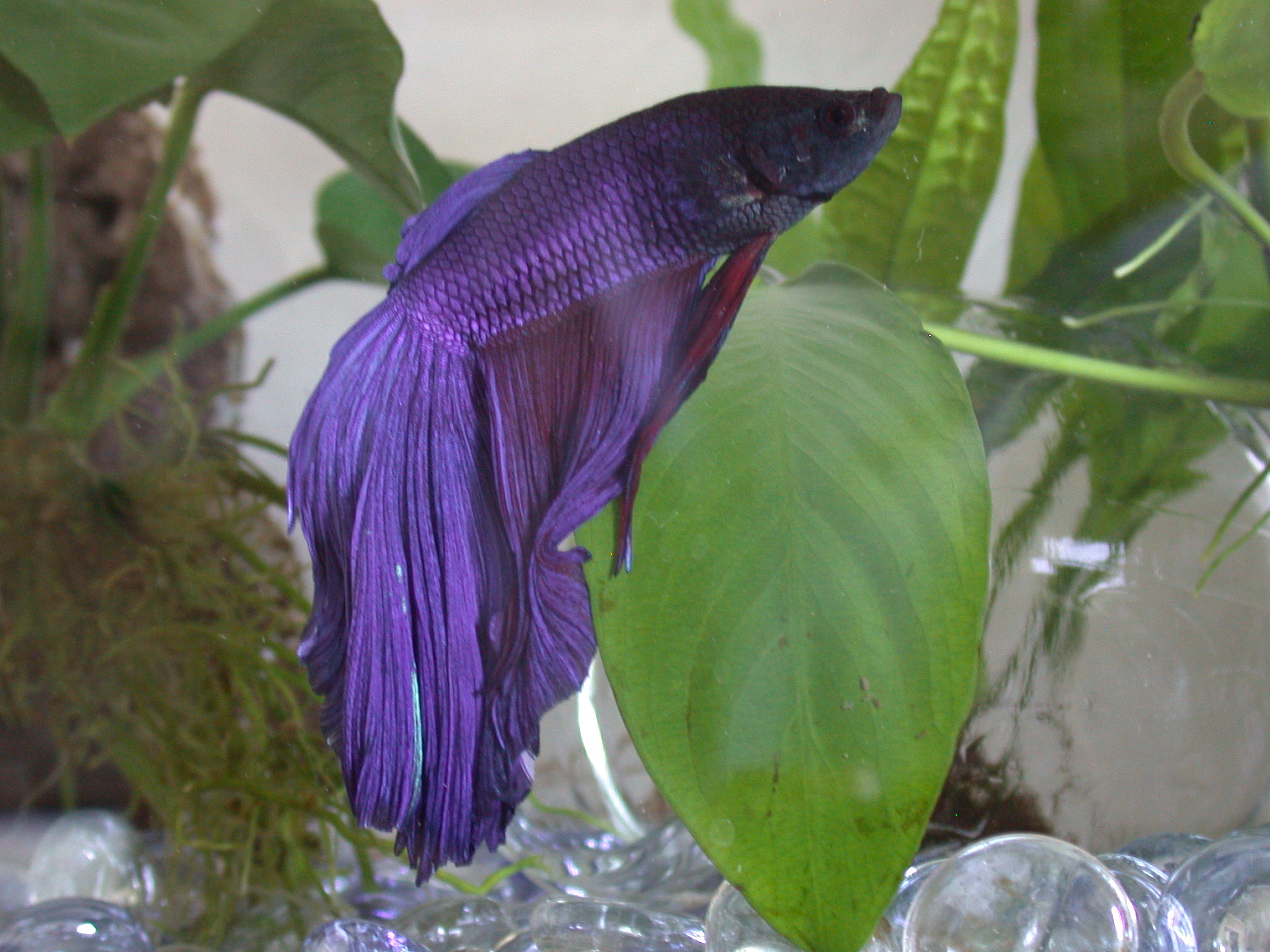
スーパーデルタ